# جمعية الدراسات السودانية
جمعية الدراسات السودانية (SSA) هي جمعية مهنية مقرها الولايات المتحدة لعلماء السودان وجنوب السودان، تضم أعضاء من الولايات المتحدة، وكندا، والسودان وجنوب السودان وأماكن أخرى. تأسست في عام 1981 لمتابعة المعرفة حول جميع جوانب الحياة في السودان (والآن جنوب السودان) و«'تعزيز علاقات أوثق بين العلماء في السودان وأمريكا الشمالية وأوروبا والشرق الأوسط وأماكن أخرى.» تسعى الجمعية إلى تعزيز الأبحاث عن الديناميكيات التي تشكل السودان وجنوب السودان وعلاقاتهما مع الدول المجاورة. وتعقد المؤتمرات سنويا في أمريكا الشمالية. بالإضافة إلى ذلك، عُقدت في السنوات الأخيرة مؤتمرات دولية بالتعاون مع جمعية دراسة شؤون السودان في المملكة المتحدة (SSSUK) في درم، إنجلترا (2000)، واشنطن العاصمة (2003)، برغن، النرويج (2006)، بريتوريا (2009)، وبون (2012).

## التاريخ
وقد انبثقت الجمعية من اجتماع عام 1980، حيث نُظّمت ثلاث حلقات نقاش بشكل مستقل حول السودان. جمع المؤسسان المشاركان في جمعية جنوب أفريقيا، ريتشارد لوبان (أول رئيس للمنظمة) وكارولين فلوهر لوبان، أسماء العلماء المهتمين بتشكيل جمعية لدراسة السودان. وكان من بين أبرز أولئك الذين أظهروا اهتماما مبكرا الدكتور كونستانس إ. بيركلي من جامعة فوردهام والدكتور جاي سبولدينغ من كلية كين في نيو جيرسي (الآن جامعة كين)، الذي عمل كأول محرر ومحرر مشارك، على التوالي، لمنشورات الجمعية. عملت الدكتورة بيركلي كأول أمين تنفيذي للجمعية، ومن خلال علاقاتها الوثيقة مع مكتب المستشار الثقافي في سفارة السودان في واشنطن، قدمت اللوببان إلى سيد. عثمان حسن أحمد، الذي جمع أيضاً قائمة علماء السودان. وبجمع قوائمهم، أرسلوا رسائل إلى ما يقرب من 70 شخصاً، يبلغونهم فيها بالتشكيل غير المُتَمَدّد لجمعية دراسات السودان. عقد الاجتماع الأول للرابطة في جامعة جورج واشنطن في 7 فبراير 1981. وحضر الاجتماع الافتتاحي 35 شخصاً، حيث شُكلت اللجنة التوجيهية، وتم تلقي المساهمات من الحضور، ووزارة التربية والتعليم في السودان، ومسؤول المستشار الثقافي السوداني في واشنطن، وكذلك عثمان حسن أحمد، والسفير السابق صلاح هاشم.

## المنشورات
نشرة الرابطة الفصلية هي نشرة جمعية دراسات السودان التي استعرضها الأقران ( نشريات جامعة الدراسات السودانية، ISSN 1941-3629). تنشر الجمعية من حين لآخر وقائع اجتماعاتها السنوية في شكل كتاب.

## روابط خارجية
- الموقع الرسمي